# Antioch, California
Antioch (trước đây, East Antioch, Smith's Landing, và Marshs Landing) là một thành phố tại quận Contra Costa, California, Hoa Kỳ. Tọa lạc bên vùng East Bay của Khu vực vịnh San Francisco dọc theo châu thổ sông San Joaquin-Sacramento, Antioch thuộc vùng ngoại ô của San Francisco và Oakland. Dân số thành phố là 102.372 theo thống kê 2010 và 110.542 theo ước lượng năm 2015.